# روبرت هورفيتز
روبرت هورفيتز (بالإنجليزية: H. Robert Horvitz) ولد في 8 مايو 1947 وهو عالم أحياء أمريكي تخصص في مجال دودة ربداء رشيقة وهي دودة تعيش في جسم الإنسان. يعمل حالياً أستاذًا لعلم الأحياء في معهد ماساتشوستس للتقنية ومعهد مكوفرن للبحوث العقلية وباحث في معهد هوارد هكس الطبي، وعام 2000 نال جائزة لويزا غروس هورويتز من جامعة كولومبيا. تقاسم عام 2002 جائزة نوبل في الطب مع سيدني برانر وجون سالستون وكانت دراسته الجامعية في معهد ماساتشوستس للتقنية والدكتوراة في علم الأحياء من جامعة هارفرد عام 1974.

## روابط خارجية
- روبرت هورفيتز على موقع الموسوعة البريطانية (الإنجليزية)
- روبرت هورفيتز على موقع مونزينجر (الألمانية)
- روبرت هورفيتز على موقع إن إن دي بي (الإنجليزية)